# 旧遷喬尋常小学校校舎
旧遷喬尋常小学校校舎（きゅうせんきょうじんじょうしょうがっこうこうしゃ）は、岡山県真庭市（旧真庭郡久世町）にある歴史的建築物。日本の学校建築の設計基準が確立した明治後期における独特な擬洋風校舎として国の重要文化財に指定されている。江川三郎八の設計。

## 概要
1907年（明治40年）に完成した二階建ての木造建築で、玄関と職員室、講堂（2階）からなる中央棟の東西両翼に教室棟が伸びる左右対称型。中央棟はマンサード屋根に、玄関左右を前面にせり出した上においた破風2つを組み合わせ、さらに正面中央に高瀬舟をかたどった校章の入った丸い屋根窓（ドーマー窓）がある複雑な構成。（当初は大棟に鉄の飾り（ルーフクレスト）があったが、昭和の戦時中に鉄類として供出したため今はない。）妻壁はヴェネツィア窓風の格子窓で飾られている。
2階の講堂は洋風の二重折上げ格天井で、鏡板は無節の檜柾目板。廊下は分厚い松材、戸の板壁は全面無節の杉材と、建築材は選りすぐったものを使用し、軒下の壁を真壁として化粧筋交いを組み込んだり、床下換気孔をくさび型の煉瓦でアーチ型に積むなど、細部にまで多数の建築意匠が施されている。要した約18,000円の工事費は当時の久世町予算の3倍近い巨額なものであった。
1990年（平成2年）に移転するまで（現真庭市立遷喬小学校の）校舎として利用されていた。現在は文化施設・久世エスパスランドの付属施設として、かつての教室は図書室・展示室、職員室は会議室、講堂は集会室、校庭は屋外展示場に供されている。

## エピソード
- ALWAYS 三丁目の夕日では、鈴木一平が通う小学校として撮影に使用された。
- NHK連続テレビ小説「カーネーション」では、小原糸子が通う岸城尋常小学校のシーンの撮影に使用された。（教室のみ）
- 2019年6月22日に（関東地方にて）放送されたテレビ東京の番組「出川哲朗の充電させてもらえませんか?」の収録が当地で行われた。

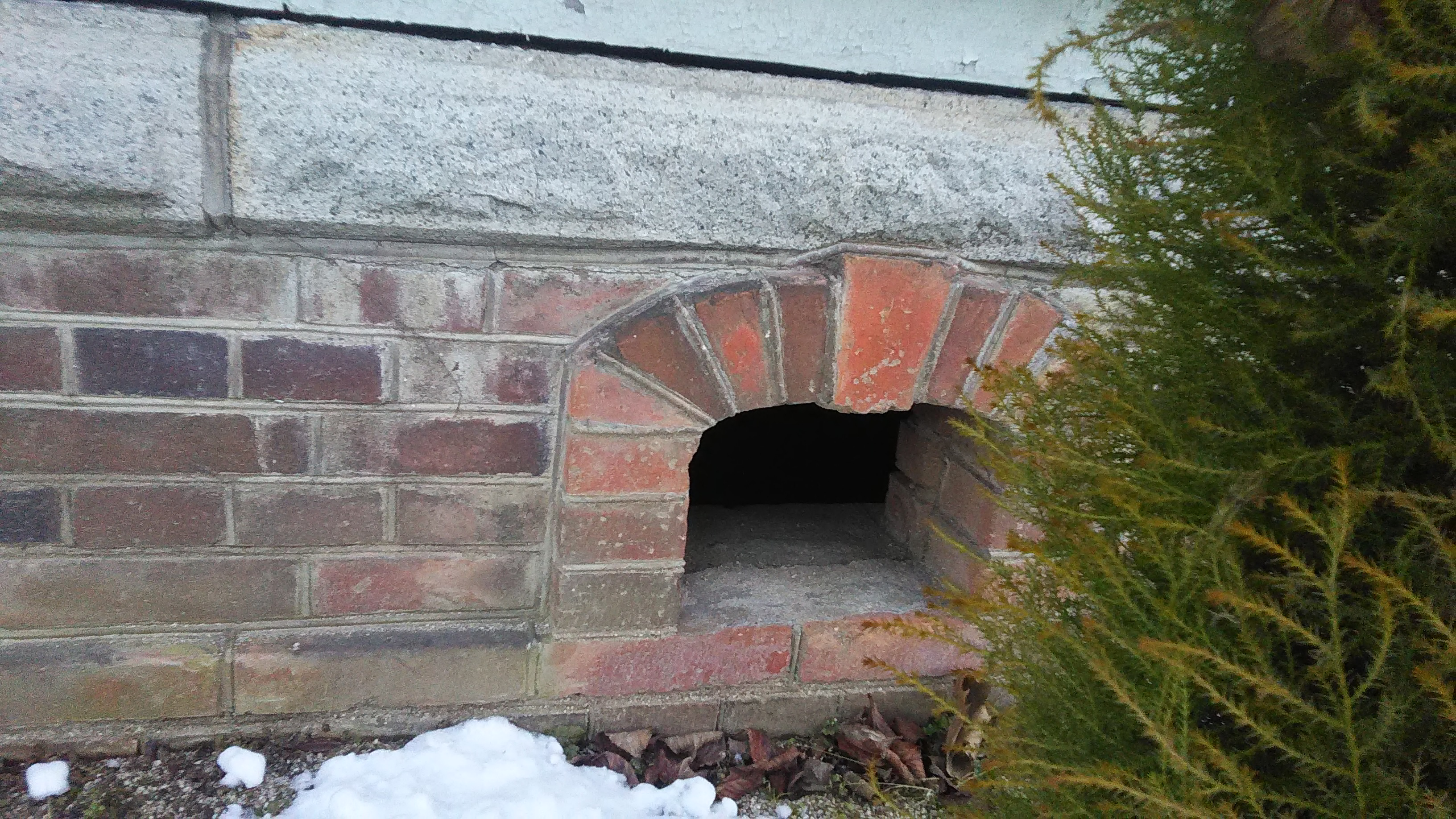
アーチ型床下換気口

## 建築概要
- 所在地：岡山県真庭市鍋屋17番1
- 構造形式：木造、建築面積601.2m2、二階建、スレート及び桟瓦葺
- 建築年代：1907年（明治40年）
- 重要文化財指定年月日：1999年（平成11年）5月13日